# Staatsdomäne Neuhaus
Staatsdomäne Neuhaus, auch kurz Neuhaus, ist ein Gehöft bei Igersheim im Main-Tauber-Kreis im fränkisch geprägten Nordosten Baden-Württembergs. Bekannt ist der Wohnplatz durch die Burg Neuhaus, die Ruine einer Spornburg.

## Geographie
Neuhaus liegt auf einer Höhe von etwa 329 Metern über Normalnull auf dem Kitzberg, einem ins Taubertal vorspringenden Bergsporn bei Igersheim. Der Ort wird umgeben vom Naturschutzgebiet „Neuhaus“.

## Geschichte
Der Ort mit Burg wurde im Jahre 1300 erstmals urkundlich erwähnt. Die Burg Neuhaus war bereits davor schon Sitz der Hohenlohe-Brauneck. Die Burg mit der zugehörigen Herrschaft waren im Jahre 1300 Würzburger Lehen und wurden erstmals 1312 und 1315 an den Deutschen Orden verpfändet. Im Jahre 1358 gab Gottfried von Hohenlohe-Brauneck die Burg dem Pfalzgrafen Ruprecht zu Lehen auf. Nach einem langwierigen Streit um die Lehnshoheit, der im Jahre 1394 zugunsten Würzburgs entschieden wurde, belehnte Bischof Gerhard aus dem Haus der Grafen von Schwarzburg seine Vettern mit Burg und Herrschaft Neuhaus. Nach mehreren Verpfändungen verkauften diese wiederum 1411 alles an den Deutschen Orden. Im Jahre 1431 erreichte der Orden den Verzicht des Hochstifts auf das Lehensverhältnis und dieser errichtete aus den zur Herrschaft gehörigen Orten ein Amt auf der Burg Neuhaus. Im Dreißigjährigen Krieg wurden Burg und Deutschordensamt Neuhaus vorübergehend (von 1631 bis 1634) dem schwedischen Obersten Sperreuter zugesprochen. Noch bis ins 18. Jahrhundert diente die Burg Neuhaus zeitweise den Hoch- und Deutschmeistern als Residenz. Die von der Zehnt Markelsheim stammende Hochgerichtsbarkeit wurde nach Neuhaus verlegt. Dadurch wurde die Burg Gefängnis und im 16./17. Jahrhundert auch Hinrichtungsstätte bei zahlreichen Hexenprozessen der Umgebung. Nach der Zerstörung der Burg Neuhaus im Bauern- und Schmalkaldischen Krieg wurde die Burg wieder aufgebaut und im Jahre 1704 nochmals instand gesetzt. Jedoch wurde die Burg ab 1796 aufgegeben und das Amt in Igersheim untergebracht. Von der umfangreichen Burganlage sind noch Teile erhalten.

## Religion
In hohenlohischer und deutschordischer Zeit bestand eine Burgkapelle, die im Jahre 1335 durch die von Brauneck von der Pfarrei Igersheim getrennt wurde. Am Kitzbergweg steht eine im 19. Jahrhundert errichtete Feldkapelle, in der sich eine Pietà aus der abgegangenen Burgkapelle befindet.

## Kulturdenkmale
Kulturdenkmale in der Nähe des Wohnplatzes sind in der Liste der Kulturdenkmale in Igersheim verzeichnet.

## Verkehr
Am Wohnplatz befindet sich die gleichnamige Straße Neuhaus.